# Here We Go!!
『Here We Go!!』（ヒア・ウィー・ゴー）は、すとぷりの4thフルアルバム。2022年12月21日に自主レーベルであるSTPR Recordsより発売された。

## 概要
2020年発売のアルバム『Strawberry Prince』以来のフルアルバムのリリースとなる。収録曲数はすとぷり史上最多の全23曲。
本アルバムのリリースにあわせて、企画「年末年始もすとぷりと！冬のすとぷり！Strawberry Winter!!」が実施される。2022年12月17日から同月25日までの間、すとぷりのロゴをモチーフにした高さ約3メートルの、すとぷりの楽曲が流れる巨大なオブジェが豊島区立中池袋公園に設置された。このオブジェは、2023年に開催されるアリーナツアー「すとぷり ARENA TOUR 2023 "Here We Go!!"」の会場にも設置される。2022年12月19日から2023年1月9日までの間、アドトラックが渋谷、原宿、池袋エリアを走行した。

## セールス
2022年12月20日付「オリコンデイリーアルバムランキング」で1位、2023年1月2日付「オリコン週間アルバムランキング」で1位を獲得。
2022年12月28日付「Billboard Japan Hot Albums」で総合首位、同日付「Billboard Japan Top Albums Sales」で首位を獲得。
2022年12月度「オリコン月間アニメアルバムランキング」で1位を獲得。

## 形態
形態と規格品番は以下の全4形態。
完全生産限定クリスマスプレゼントBOX盤（STPR-9031）
特典は限定グッズ。
完全生産限定撮り下ろしフォトブック盤（STPR-9032）
特典はフォトブック。
初回限定ライブDVD盤（STPR-9033）
特典はドームツアー「すとろべりーめもりー Vol.Next!!!!」の映像を収めたDVD。
通常盤（STPR-9016）
全形態共通で「お話し会」への参加を申し込むためのシリアルナンバーが特典として付属。

## 収録曲

### 曲一覧
| #         | タイトル                                        | 作詞        | 作曲                                             | 編曲               | 時間  |
| --------- | ----------------------------------------------- | ----------- | ------------------------------------------------ | ------------------ | ----- |
| 1.        | 「青春チョコレート」(Christmas Version)         | HoneyWorks  | HoneyWorks                                       | めんま             | 3:21  |
| 2.        | 「クリスマスラブ」                              | HoneyWorks  | HoneyWorks                                       | HoneyWorks         | 3:30  |
| 3.        | 「ないしょのプレゼントフォーユー！」            | るぅと×TOKU | るぅと×松                                        | 松                 | 2:26  |
| 4.        | 「Here We Go!!」                                | Funk Uchino | Funk Uchino、Toshiya Hosokawa、SILLY TEMBA、Gigi | DFW                | 3:21  |
| 5.        | 「Jumper!」                                     | TeddyLoid   | TeddyLoid                                        | TeddyLoid          | 3:00  |
| 6.        | 「犬系男子留守番中」                            | コレサワ    | コレサワ                                         | コレサワ           | 3:56  |
| 7.        | 「新春らびゅっと！」                            | 山葵        | 山葵                                             | 町屋、和楽器バンド | 3:06  |
| 8.        | 「イタズラナイトマーチ」                        | るぅと×TOKU | るぅと×松                                        | 松                 | 2:15  |
| 9.        | 「転生したら王子様だった件！」                  | るぅと×TOKU | るぅと×松                                        | 松                 | 2:53  |
| 10.       | 「がぶ・がぶ・らぶ！」(莉犬×るぅと)             | るぅと×TOKU | るぅと×松                                        | 松                 | 2:24  |
| 11.       | 「ハルトレイン」(さとみ×莉犬)                   | 鶴﨑輝一    | 鶴﨑輝一                                         | 鶴﨑輝一           | 3:48  |
| 12.       | 「ドタバタお騒がせエブリデイ！」(ころん×るぅと) | るぅと×TOKU | るぅと×松                                        | 松                 | 2:56  |
| 13.       | 「天使に口付け」(さとみ×ころん)                 | ユニ        | 佐々木裕                                         | 佐々木裕           | 3:44  |
| 14.       | 「Ready Go!!」                                  | 都田和志    | 都田和志                                         | b4k                | 4:12  |
| 15.       | 「Accelerate」                                  | るぅと×TOKU | るぅと×松                                        | 松                 | 2:57  |
| 16.       | 「FROG MAN」                                    | じん        | じん                                             | じん               | 4:19  |
| 17.       | 「ベリベリラブ」                                | Chinozo     | Chinozo                                          | Chinozo            | 3:32  |
| 18.       | 「辛いや嫌」                                    | meiyo       | meiyo                                            | meiyo              | 2:22  |
| 19.       | 「ヨアケイロ」                                  | るぅと×TOKU | るぅと×松                                        | 松                 | 3:14  |
| 20.       | 「霹靂」                                        | 栗山夕璃    | 栗山夕璃                                         | 栗山夕璃           | 3:28  |
| 21.       | 「Stars and Prayers」                           | ill.bell    | DYES IWASAKI、ill.bell                           | DYES IWASAKI       | 3:56  |
| 22.       | 「希望のチューしよっ」                          | の子        | の子                                             | 石倉誉之、の子     | 3:49  |
| 23.       | 「手をつないで歩こう」                          | 2200        | るぅと×松                                        | 松                 | 3:38  |
| 合計時間: | 合計時間:                                       | 合計時間:   | 合計時間:                                        | 合計時間:          | 76:07 |

### 曲の解説
青春チョコレート (Christmas Version)
2022年にデジタルダウンロードでリリースした楽曲をアレンジしたもの。
ないしょのプレゼントフォーユー！
リスナーへの愛を届ける楽曲。冠番組・テレビ東京系列『すとぷりのHere!We!GO!!』2022年12月テーマソング。
Jumper!
「より高みを目指そうとするメンバーの思い」を表現した楽曲。冠番組・テレビ東京系列『すとぷりのHere!We!GO!!』2023年1月テーマソング。
新春らびゅっと！
2023年の干支の「うさぎ」をテーマに、リスナーへの愛を歌った楽曲。テレビ朝日系列『musicるTV』2023年1月マンスリーアーティスト。
イタズラナイトマーチ
ハロウィンがテーマの楽曲。
Accelerate
テレビアニメ『カードファイト!! ヴァンガード will+Dress』Season2 オープニングテーマ。
FROG MAN
音楽情報番組『Music B.B.』2023年1月オープニングレコメンド。
ベリベリラブ
アップテンポなラブソング。冠番組・テレビ東京系列『すとぷりのHere!We!GO!!』2023年2月テーマソング。
霹靂
心の闇を抱える人に寄り添うバラード曲。
Stars and Prayers
仲間との約束、離れ離れになってしまった未来での再開を願う想いをラップで歌うバラード曲。
手をつないで歩こう
「変化が激しい時代の中で人々に寄り添いながら背中を押す応援歌」。NHK『みんなのうた』2022年10月・11月放送曲。